# Tổ chức Lương thực và Nông nghiệp Liên Hợp Quốc
Tổ chức Lương thực và Nông nghiệp Liên Hợp Quốc hay Tổ chức Nông Lương Liên Hợp Quốc là một cơ quan chuyên môn Liên Hợp Quốc được thành lập ngày 16 tháng 10 năm 1945 tại Canada.
Năm 1951, trụ sở chính của FAO tại Washington DC, Mỹ được chuyển về Roma, Ý.
Tháng 5 năm 2015, FAO có tổng cộng 194 thành viên.

## Mục tiêu cơ bản
Mục tiêu cơ bản của FAO là:
1. Nâng cao mức sống cũng như mức dinh dưỡng của nhân dân các nước thành viên.
2. Nâng cao hiệu quả của việc sản xuất lương thực và nông sản.
3. Góp phần vào việc phát triển kinh tế thế giới và giải phóng nhân dân khỏi nạn đói.

Cùng với tổ chức Y tế thế giới (WHO), FAO tham gia quản lý Ủy ban Codex Alimentarius với mục đích tăng cường sự cân bằng của yêu cầu về thực phẩm và do đó làm cho thương mại quốc tế phát triển hơn.

## FAO và Việt Nam
Việt Nam gia nhập FAO từ năm 1950 dưới chính thể Quốc gia Việt Nam. Năm 1955 chuyển sang Việt Nam Cộng hòa rồi CHXHCN Việt Nam từ năm 1975 nhưng đến năm 1978, FAO mới chính thức mở Văn phòng đại diện tại Hà Nội. Trong hơn 30 năm qua, quan hệ hợp tác giữa Việt Nam và FAO ngày càng phát triển theo chiều hướng tích cực: hỗ trợ của FAO đã góp phần thúc đẩy sản xuất nông nghiệp và lương thực ở Việt Nam một cách có hiệu quả và thu được những thành tựu to lớn. Cho đến nay, FAO đã giúp Việt Nam thực hiện hơn 100 dự án tập trung vào các lĩnh vực lập chính sách, chuyển giao công nghệ trong các lĩnh vực công nghệ, nông nghiệp, lâm nghiệp, thủy sản, an ninh lương thực, dinh dưỡng. Tổng số tiền viện trợ trị giá trên 100 triệu USD.

## Các giám đốc
| Tt | Giám đốc               | Từ nước  | Nhiệm kỳ                 |
| -- | ---------------------- | -------- | ------------------------ |
| 10 |                        |          |                          |
| 9  | José Graziano da Silva | Brasil   | 01/2012 – 07/2015        |
| 8  | Jacques Diouf          | Sénégal  | 01/1994 – 12/2011        |
| 7  | Edouard Saouma         | Liban    | 01/1976 – 12/1993        |
| 6  | Addeke Hendrik Boerma  | Hà Lan   | 01/1968 – 12/1975        |
| 5  | Binay Ranjan Sen       | Ấn Độ    | 11/1956 – 12/1967        |
| 4  | Sir Herbert Broadley   | Anh Quốc | acting 04/1956 – 11/1956 |
| 3  | Philip V. Cardon       | Hoa Kỳ   | 01/1954 – 04/1956        |
| 2  | Norris E. Dodd         | Hoa Kỳ   | 04/1948 – 12/1953        |
| 1  | John Boyd Orr          | Anh Quốc | 10/1945 – 04/1948        |

## Các thành viên
Các thành viên, tháng 5/2015.
1. Afghanistan
2. Albania
3. Algérie
4. Andorra
5. Angola
6. Antigua và Barbuda
7. Argentina
8. Armenia
9. Úc
10. Áo
11. Azerbaijan
12. Bahamas
13. Bahrain
14. Bangladesh
15. Barbados
16. Belarus
17. Bỉ
18. Belize
19. Bénin
20. Bhutan
21. Bolivia
22. Bosna và Hercegovina
23. Botswana
24. Brasil
25. Brunei
26. Bulgaria
27. Burkina Faso
28. Burundi
29. Cabo Verde
30. Campuchia
31. Cameroon
32. Canada
33. Trung Phi
34. Tchad
35. Chile
36. Trung Quốc
37. Colombia
38. Comoros
39. Cộng hoà Congo
40. Cộng hòa Dân chủ Congo
41. Quần đảo Cook
42. Costa Rica
43. Bờ Biển Ngà
44. Croatia
45. Cuba
46. Síp
47. Séc
48. Đan Mạch
49. Djibouti
50. Dominica
51. Cộng hòa Dominica
52. Ecuador
53. Ai Cập
54. El Salvador
55. Guinea Xích Đạo
56. Eritrea
57. Estonia
58. Ethiopia
59. Fiji
60. Phần Lan
61. Pháp
62. Gabon
63. Gambia
64. Gruzia
65. Đức
66. Ghana
67. Hy Lạp
68. Grenada
69. Guatemala
70. Guinée
71. Guiné-Bissau
72. Guyana
73. Haiti
74. Honduras
75. Hungary
76. Iceland
77. Ấn Độ
78. Indonesia
79. Iran
80. Iraq
81. Ireland
82. Israel
83. Ý
84. Jamaica
85. Nhật Bản
86. Jordan
87. Kazakhstan
88. Kenya
89. Kiribati
90. Hàn Quốc
91. CHDCND Triều Tiên
92. Kuwait
93. Kyrgyzstan
94. Lào
95. Latvia
96. Liban
97. Lesotho
98. Liberia
99. Libya
100. Litva
101. Luxembourg
102. Bắc Macedonia
103. Madagascar
104. Malawi
105. Malaysia
106. Maldives
107. Mali
108. Malta
109. Quần đảo Marshall
110. Mauritanie
111. Mauritius
112. México
113. Liên bang Micronesia
114. Monaco
115. Mông Cổ
116. Montenegro
117. Maroc
118. Mozambique
119. Myanmar
120. Namibia
121. Nauru
122. Nepal
123. Hà Lan
124. New Zealand
125. Nicaragua
126. Niger
127. Nigeria
128. Niue
129. Na Uy
130. Oman
131. Pakistan
132. Palau
133. Panamá
134. Papua New Guinea
135. Paraguay
136. Perú
137. Philippines
138. Ba Lan
139. Bồ Đào Nha
140. Qatar
141. Réunion
142. România
143. Nga
144. Rwanda
145. Saint Kitts và Nevis
146. Saint Lucia
147. Saint Vincent và Grenadines
148. Samoa
149. San Marino
150. São Tomé và Príncipe
151. Ả Rập Xê Út
152. Sénégal
153. Serbia
154. Seychelles
155. Sierra Leone
156. Singapore
157. Slovakia
158. Slovenia
159. Quần đảo Solomon
160. Somalia
161. Nam Phi
162. Nam Sudan
163. Tây Ban Nha
164. Sri Lanka
165. Sudan
166. Suriname
167. Eswatini
168. Thụy Điển
169. Thụy Sĩ
170. Syria
171. Tajikistan
172. Tanzania
173. Thái Lan
174. Đông Timor
175. Togo
176. Tonga
177. Trinidad và Tobago
178. Tunisia
179. Thổ Nhĩ Kỳ
180. Turkmenistan
181. Tuvalu
182. Uganda
183. Ukraina
184. UAE
185. Anh Quốc
186. Uruguay
187. Hoa Kỳ
188. Uzbekistan
189. Vanuatu
190. Venezuela
191. Việt Nam
192. Yemen
193. Zambia
194. Zimbabwe

## Đại sứ thiện chí
Chương trình Đại sứ thiện chí của FAO bắt đầu từ năm 1999. Mục đích chính của chương trình là để thu hút sự chú ý của công chúng và truyền thông, cho họ biết tình hình không thể chấp nhận rằng có khoảng 1 tỷ người tiếp tục bị đói kinh niên và suy dinh dưỡng trong một thời gian dài. Những người đó đang sống một cuộc đời đau khổ và không có quyền cơ bản nhất của con người: quyền có lương thực.
Các đại sứ thiện chí của FAO là những người nổi tiếng trong hoạt động khoa học, nghệ thuật, văn hóa, thể thao,... như nhà sinh học thần kinh được giải Nobel người Ý Rita Levi Montalcin, nghệ sĩ Gong Li, ca sĩ Miriam Makeba, Ronan Keating, Anggun, cầu thủ bóng đá Roberto Baggio và Raúl... Họ truyền đưa tư tưởng của FAO đến công chúng.

## Ngày Lương thực thế giới
Ngày Lương thực thế giới (WFD - World Food Day) được cử hành vào ngày 16 tháng 10 hàng năm.
Ngày này do FAO đề xuất và được Đại hội đồng Liên Hợp Quốc thông qua trong Nghị quyết A/RES/35/70.